# 一人親家庭
一人親家庭（ひとりおやかてい）とは、ひとりの親および子供から成る家庭。単親世帯（たんしんせたい）ともいう。なお、厚生労働省の定義では、母子・父子以外の同居者と子供がいる家庭も、母子家庭・父子家庭に含める。配偶者との離別、死別、未婚での妊娠・出産、などが原因となって生じる。→#発生原因

## 種類
一人親家庭のうち、母と児童からなる家庭を母子世帯（ぼしせたい）あるいは母子家庭（ぼしかてい）、父と児童からなる家庭を父子世帯（ふしせたい）あるいは父子家庭（ふしかてい）という。
なお、そのような家庭の母親はシングルマザー（英: single mother）、父親はシングルファーザー（英: single father）という。

## 統計

### 世界各国の統計概観
各国の子供がいる世帯のうちのひとり親世帯の割合は、2005年9月の米国の政府系の調査資料によると、日本で10%、オランダで16%、スウェーデンで19%、フランスで20%、デンマークで22%、ドイツで22%、アイルランドでは23%、カナダでは25%、イギリスでは25%、アメリカでは30%となっていた。
ひとり親世帯の世帯主について、母親と父親の割合(母子家庭と父子家庭の割合）は国ごとに異なる。OECD諸国が共同で作成した2016年の資料によると、OECD諸国の全ての国で母親が世帯主となっている世帯（母子家庭）の割合のほうが高かった。同資料によると、父子家庭の割合の数字の範囲は概観すると9%から25%の範囲となっている。父子家庭の割合が小さい国から具体的な数字を挙げると、エストニア 9%、コスタリカ 10%、キプロス 10%、日本 10%、アイルランド 10%、イギリス 12%、ノルウェー 12%、スペイン 23%、スウェーデン 24%、ルーマニア 25%、アメリカ 25%となっている。（なおこの資料ではカナダ、オーストラリア、ニュージーランドについては父子家庭の割合の数字が提供されていない。）

### 日本の単親家庭の統計
日本において単親家庭数は増加傾向にある。たとえば、未婚の20歳未満の子供を持つ単親家庭数（推計）は、2016年において母子世帯が123.2万世帯、父子世帯が18.7万世帯であり、昭和58年と比較すると両世帯ともに増えている（それぞれ71.8万、16.7万）。単親家庭が世帯構造に占める割合も、2022年度では6.8%であり、1986年の5.1%から漸次的増加を示している。
母子家庭の方が多い理由としては、例えば子供がいる夫婦が離婚する時に、母親が親権者になり子供を引き取る場合が多いことが挙げられる。1960年（昭和35年）は父親が親権者になる割合が47%であったが、1996年（平成8年）は母親が親権者になる割合が78%となっている。

### 発生原因
ひとり親世帯になった理由は、母子家庭・父子家庭ともに離婚が8割弱を占める。残りの2割の大半は、父子家庭が「死別」、母子家庭が「死別」と「未婚」で半々となっている。
離婚・死別以外のその他の原因としては、以下のような理由が挙げられる。なお、父母のいずれかが単身赴任等仕事の都合で「生活拠点が一時的に、家庭とは別に置かれている場合」は一人親家庭に含まれない。
- 父母の一方が行方不明（蒸発）
- 父母の一方が法令の規定により拘禁されている
- 父母の一方が精神障害により措置入院させられている
- 父母の一方に重度の障害があるために他方が養育している
- 父母の一方による虐待・遺棄などにより他方が養育している
- 非婚・未婚のシングルマザー
- 捨て子などで、母が懐胎したときの事情が不明[要出典]

なお、日本においては460の自治体で同性間のパートナーシップが認められているが、そうでない自治体などでは同性カップルが子を持った場合に「ひとり親世帯」の行政的な枠組みの中で扱われることがある。

### 母子家庭と父子家庭の雇用状態の統計
就業率は母・父ともに8割を超えているが、そのうち父子家庭では正規の職員・従業員が68.2%であるのに対し、母子家庭では44.2%と非正規の割合が高い。平均年間収入は、母子家庭が243万円、父子家庭が420万円である（同居親族を含む場合は、母子家庭が約100万円、父子家庭が約150万円増加する）。
国（日本政府、主な管轄機関：厚生労働省）・地方自治体による支援制度は、父子世帯と比べて経済的に苦境（＝貧困）にあることの多い母子世帯を中心として構成され、これに父子世帯の子育てサポート制度が備わる。父子家庭については従来、経済的な支援よりも家事や子育ての相談などの支援の方がニーズが高いとされ、児童扶養手当は当初母子家庭のみを対象としていた。しかし、栃木県鹿沼市や千葉県野田市、東京都港区などが児童扶養手当と同様の手当を設定し始めたことを皮切りに、2010年8月からは児童扶養手当の支給対象に父子家庭も含まれることになった。

### ひとり親家庭の貧困
独立行政法人労働政策研究・研修機構の調査によれば、ひとり親家庭のうち、厚生労働省公表の貧困線を下回った世帯の割合は、母子家庭で51.4%、父子家庭で22.9%であり、二人親家庭の5.9%に比べて大きな差がある。さらに、可処分所得が貧困線の50%に満たない「ディープ・プア（Deep Poor）」世帯の割合は、母子世帯が 13.3%、父子世帯が 8.6%、ふたり親世帯が0.5%となっている。また、母子世帯の場合、子どもの年齢が高い世帯ほど、経済的困窮度が高い。
「有子世帯の所得格差は、過去15年間で拡大傾向にあり、とくに独立母子／父子世帯内部で所得格差が大きい」「高学歴化によりひとり親の教育水準が急速に向上したものの、ひとり親世帯の低学歴層への偏りは安定的に維持されている」「要因分解法の推定結果より、世帯所得の学歴間格差が独立ひとり親世帯の所得格差の拡大に寄与しているが、他の成人親族との同居はひとり親世帯の階層差を緩衝させる役割を持っていた」とする分析があり、ひとり親家庭の貧困は親の性別や学歴、同居形態によって実態が異なる。
厚生労働省は「子ども虐待対応の手引き」において、未婚を含むひとり親家庭を児童虐待のリスク要因の1つとしてあげている。とある保育園に通う児童虐待や虐待が疑われる家庭の半数以上がひとり親家庭であるとする調査や、育児放棄が低出生体重児のいる家庭やひとり親家庭で発生する確率が比較的高いとする考察などがある。
ひとり親の貧困は貧困の悪循環に陥る危険があり、行政支援をはじめとした公的支援のほか、フードバンク、子ども食堂や無料塾の開催などの民間支援も行われている。

## 行政支援
ひとり親家庭には地方自治体が主体となって育児、医療、公営住宅への入居などに対し助成金などの種々の支援が行われている。また就業支援や職業訓練などの各施策が行なわれている。また、ひとり親家庭だけを対象としたものではないが、経済的に窮乏状態（＝貧困）の家庭に対しては生活保護や就業相談、子育ての相談窓口などを設けている。さらに行政機関ではないものの、母子寡婦福祉連合会が行政機関と連絡をとって支援を行っている。一方で、偽装離婚、事実婚、パートナーがいる者が公営住宅の不正入居、不正使用、不正受給、優遇措置を受けることが問題になる場合もある。なお、生活保護を受給している母子世帯及び父子世帯はともに約1割である。

### 手当・減免・補助制度・サービス
ひとり親家庭のために様々な制度が行政により設けられている。
- 児童手当 - 日本国内に住む0歳以上中学校卒業（＝義務教育課程修了）までの児童が対象となる手当て。
- 児童扶養手当 - 父母が離婚するなどして父又は母の一方からのみ養育を受けられないひとり親家庭などの児童のために、地方自治体から支給される手当て。児童1人の場合月額41,720円。
- 児童育成手当 - 18歳未満の児童を扶養するひとり親家庭が対象。児童1人につき月13,500円。
- 生活保護 - 経済的に困窮しているときに、その状況に応じて、加算された生活保護費が支給される。（生活扶助・住宅扶助・教育扶助・医療扶助・出産扶助・生業扶助・葬祭扶助、介護扶助）
- 住宅手当 - 自治体で支給条件が定められている。
- 所得税・住民税の優遇減免 - ひとり親控除や住民税非課税世帯。
- 国民年金・国民健康保険(税)の免除 - ともに所得が低い場合は減免・免除される。
- 交通機関の割引制度 - ひとり親家庭への割引制度がある。例えば児童扶養手当を受給している世帯は、JRの通勤定期乗車券が3割引きで購入できる。
- 自治体によっては公営交通(路線バス、地下鉄、路面電車、新交通システム)に無料で乗車可能な福祉乗車証、福祉回数券、福祉タクシーチケット、自家用車燃料券（ガソリン・軽油）が交付されるとこもある。
- 上下水道の減免制度 - 自治体によっては減免されることもある。
- 公営住宅の住宅使用料減免制度 - 自治体によっては18歳未満の児童がいるひとり親家庭を対象に住宅使用料が減免されることもある
- 認可保育園への入園優遇制度
- 粗大ごみなどの処理手数料の減免制度
- 保育料の半額免除/全額免除
- 給食費の半額免除/全額免除
- 公立高校授業料の半額免除/全額免除
- 公立高校入学検定料の全額免除
- ひとり親家族等医療費助成制度 - 18歳まで、医療費の一部を助成する。
- 子供の医療費助成制度 - 近年はどこの自治体でも充実している。
- 利子非課税制度(マル優)
- 母子福祉貸付制度 - 連帯保証人が必要であるが、無利子で貸付が受けられる。連帯保証人を選任できない場合は年利1.5%で貸付が受けられる。
- 母子寮（母子生活支援施設） - 子どもが18歳未満であれば収入に応じた負担で入居することができる。生活保護、住民税免除世帯は無料。
- ヘルパーの派遣 - 冠婚葬祭や急病人が出た場合、就労を継続するのが困難な時、保護者の傷病などにより一時的に家事援助が必要な場合にホームヘルパーを派遣してもらえる。
- ひとり親休養ホーム - 自治体によっては保養施設の利用を補助してもらえる。
- ファミリーサポートセンター - 急用等の時に子供を預かってくれる。
- ショートステイ（子育て短期支援事業） - 行政が短期間子供を預かってくれる。
- 自治体によっては18歳未満の児童がいるひとり親家庭に公営住宅の抽せん倍率を優遇されるとこもある。
- 自治体によっては指定収集袋が交付されるとこもある。
- 自治体によっては公衆浴場の入浴券が回数券方式で交付されるとこもある。
- 自治体によっては冬季に福祉灯油券が交付されるとこもある。

## 主な民間の支援団体
- しんぐるまざあず・ふぉーらむ（東京都）

## 一人親家庭を取り扱った作品

### 映画および映画化された作品
- 『いま、会いにゆきます』（2004年） - 原作は2003年の同名の小説
- 『トワイライト ささらさや』（2014年） - 原作は2001年のミステリー小説『ささら さや』

### ドラマおよびドラマ化された作品
- 『池中玄太80キロ』（1980年 - ・日本テレビ）
- 『北の国から』[21]（1981年 - ・フジテレビ）
- 『パパはニュースキャスター』[22]（1987年・TBS）
- 『パパは年中苦労する』[22](1988年・TBS）
- 『パパとなっちゃん』[22]（1991年・TBS）
- 『パパ トールド★ミー 大切な君へ』（2003年・NHK教育） - 原作は1987年よりヤング・レディース誌『ヤングユー』連載の『Papa told me』
- 『だいすき!!』（2008年・TBS） - 原作は2005年開始の女性漫画『だいすき!! ゆずの子育て日記』。父親となる予定だった恋人の男性の事故死により未婚の母となった女性が主人公の漫画。
- 『義母と娘のブルース』（2018年・TBS） - 原作は2008年より『主任がゆく!スペシャル』連載の同名の漫画

### その他の作品
- ロアルド・ダール著、小野章訳『ぼくらは世界一の名コンビ! ダニィと父さんの物語（英語版）』[23]（原題: Danny, the Champion of the World） 評論社、1978年
- 俵万智『生まれてバンザイ』童話屋、2010年
- 櫨畑敦子『ふつうの非婚出産 シングルマザー、新しい「かぞく」を生きる』イースト・プレス、2018年
- 『シンママ28歳、底辺デビューしました』ポレポレ美による漫画。高級タワマンに住むセレブ主婦が、夫の逮捕をきっかけに突如シングルマザーとなり、貧困に直面しながら奮闘する姿を描く。2023年

また一人親家庭が主人公に惹かれて再婚する『サウンド・オブ・ミュージック』のような作品も存在する。